# Pyrenula macrocarpa
Pyrenula macrocarpa är en lavart som beskrevs av A. Massal. Pyrenula macrocarpa ingår i släktet Pyrenula och familjen Pyrenulaceae.   Inga underarter finns listade i Catalogue of Life.